# Epigrama de Amazaspo

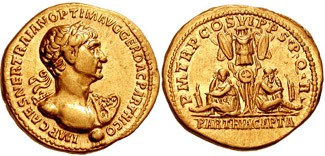
Áureo de Trajano r.

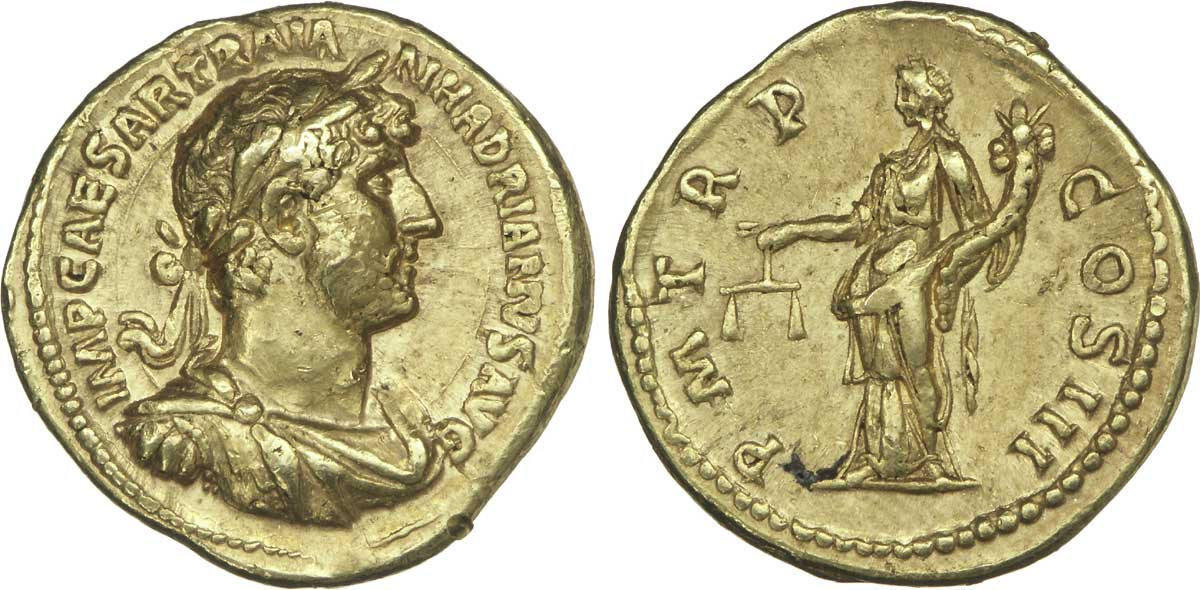
Áureo de Adriano r.

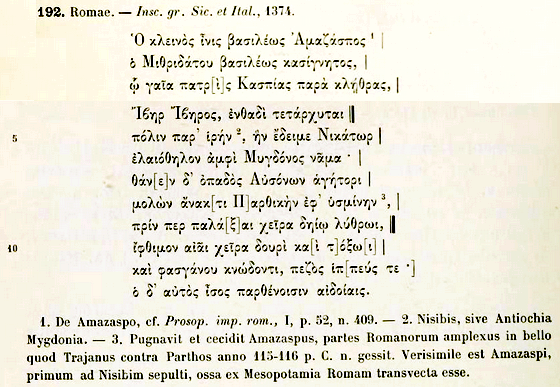
Epigrama de Amazaspo

O epigrama de Amazaspo (em georgiano: ამაზასპის ეპიგრამა) é um epigrama funerário escrito na Grécia Antiga em uma inscrição encontrada em Roma. Ela lembra a morte do príncipe real farnabázida Amazaspo, irmão do rei Mitrídates I (r. 58–106) e Radamisto (r. 51–55), filho do rei Farasmanes I (r. 1–58), que morreu em Nísibis enquanto acompanhava o imperador romano Trajano (r. 98–117) em sua expedição parta durante as guerras romano-partas. O epigrama parece ser o trabalho de algum intelectual da companha de Trajano durante sua expedição e parece que ele estava pessoalmente ciente dos encantos de Amazaspo onde ele é comparado a "donzelas modestas".
Sugere-se que este poeta pode ter sido o futuro imperador Adriano (r. 117–138). A autoria de Adriano se explicaria pelo fato do texto estar inscrito em Roma com a pedra podendo ter sido erigida ali num lugar público durante seu reinado como um lembrete do custo ao Império Romano da política expansionista de seu predecessor. Presumivelmente os resto do príncipe também foram transferidos por Adriano para Roma. A inscrição é datada em 114-117. Amazaspo também é citado na Estela de Armazi de Vespasiano, mas aquele homônimo é identificado por Cyril Toumanoff como o rei Amazaspo I (r. 106–116).

## Inscrição
| “ | Amazaspo, o filho do ilustre rei, o irmão do rei Mitrídates, cujo país nativo encontra-se nas Portas Cáspias, ibério, filho de ibério, é enterrado aqui, perto da cidade sagrada que Nicátor construiu, em volta do fluxo do óleo nutritivo de Migdão. Ele morreu, companheiro do líder ausoniano, indo com o senhor para batalha persa, ainda antes de ter respingado sua mão com sangue inimigo, poderosa mão, infelizmente, com lança e arco, e com a espada de lâmina, a pé e a cavalo. E ele próprio iguala-se às donzelas modestas. | ” |